# Rho3 Arietis
Rho3 Arietis (ρ3 Arietis förkortat Rho3 Ari, ρ3 Ari,) är Bayerbeteckning för en dubbelstjärna i mellersta delen av stjärnbilden Väduren. Den har en skenbar magnitud på 5,63 och är svagt synlig för blotta ögat där ljusföroreningar ej förekommer. Baserat på parallaxmätningar inom Hipparcos-uppdraget på 28,3 mas befinner den sig på ett beräknat avstånd av ca 115 ljusår (35 parsek) från solen.

## Nomenklatur
Rho3 Arietis var tillsammans med Delta Arietis, Epsilon Arietis, Zeta Arietis och Pi Arietis, Al Bīrūnīs Al Buṭain ( ألبطين ), den dubbla Al Baṭn, magen. Enligt stjärnkatalogen i The Technical Memorandum 33-507 - A Reduced Star Catalog Containing 537 Named Stars var Al Buṭain namnet för fem stjärnor: Delta Ari som Botein, Pi Ari som Al Buṭain I, Rho3 Ari som Al Buṭain II, Epsilon Ari som Al Buṭain III och Zeta Ari som Al Buṭain IV.

## Egenskaper
Primärstjärnan Rho3 Arietis A är en gul till vit stjärna i huvudserien av spektralklass F6 V. Den har en radie som är ca 2,1 gånger solens radie och avger ca 6,7 gånger mer energi än solen från dess fotosfär vid en effektiv temperatur på ca 6 400 K.
Rho3 Arietis är en astrometrisk dubbelstjärna.